# Ortalis ruficeps
Il ciacialaca testacastana (Ortalis ruficeps) è una specie di uccello della famiglia Cracidae, endemico del Brasile centro-settentrionale. Misura 38 cm di lunghezza e pesa da 380 a 620 g, e vive principalmente sugli alberi.
Era considerato una sottospecie del ciacialaca minore (Ortalis motmot). In realtà, ancora oggi alcune autorità (tra cui l'American Ornithologists' Union) ritengono che entrambe siano conspecifiche.